# Campeonato Nacional de Interligas 2011-12
El Campeonato Nacional de Interligas de la temporada 2011/12 fue la 38.ª edición del máximo evento a nivel de selecciones de fútbol de las federaciones del interior de Paraguay. En esta edición participaron 24 ligas.
El torneo (etapa inter-departamental) inició el 11 de diciembre de 2011 con un acto de inauguración en la Ciudad de Caacupé, y la gran final se jugó en Luque, el domingo 29 de enero de 2012. 
El campeón, la Liga Deportiva Paranaense jugará el Torneo de la segunda división 2012 (como Paranaense FC), y además jugará por la Copa San Isidro de Curuguaty ante el campeón uruguayo de la Copa Nacional de Selecciones del Interior, también para el 2012.

## Fases del torneo

### Etapa inter-departamental
| Fase             | Fecha                                          | División                              | Clasificación                                             |
| ---------------- | ---------------------------------------------- | ------------------------------------- | --------------------------------------------------------- |
| Primera fase     | 11 al 27 de diciembre de 2011                  | 24 ligas divididos en 6 equipos de 4. | Los 2 mejores de cada grupo                               |
| Segunda fase     | 30 de diciembre de 2011 al 13 de enero de 2012 | 12 ligas divididos en 3 equipos de 4  | Los 2 mejores de cada grupo, los 2 mejores terceros       |
| Cuartos de final | 15 y 22 de enero de 2012                       | 8 ligas. Partidos ida y vuelta        | Ganador de los dos partidos, o con más diferencia de gol. |
| Semifinal        | 25 de enero de 2012                            | 4 ligas. 1 partido en cancha neutral  | Ganador del partido                                       |
| Final            | 29 de enero de 2012                            | 2 ligas. 1 partido en cancha neutral  | Ganador del partido                                       |

## Ligas participantes
| Liga                                | Ciudad                  | Departamento     |
| ----------------------------------- | ----------------------- | ---------------- |
| Liga Concepcionera de Fútbol        | Concepción              | Concepción       |
| Liga Deportiva Defensores del Chaco | Filadelfia              | Boquerón         |
| Liga Villahayense de Fútbol         | Villa Hayes             | Presidente Hayes |
| Liga Deportiva Carmelo Peralta      | Colonia Carmelo Peralta | Alto Paraguay    |
| Liga Caacupeña de Deportes          | Caacupé                 | Cordillera       |
| Liga Regional de Fútbol Ypacaraí    | Ypacaraí                | Central          |
| Liga Tobateña de Deportes           | Tobatí                  | Cordillera       |
| Liga Agrícola de Fútbol             | Ybycuí                  | Paraguarí        |
| Liga Santarroseña de Deportes       | Santa Rosa del Aguaray  | San Pedro        |
| Liga Yasy Cañy de Fútbol            | Yasy Cañy               | Canindeyú        |
| Liga Deportiva Capiibary            | Capiibary               | San Pedro        |
| Liga Deportiva del Amambay          | Pedro Juan Caballero    | Amambay          |
| Liga Ovetense de Fútbol             | Coronel Oviedo          | Caaguazú         |
| Liga Misionera del Sur              | Santa Rosa              | Misionera        |
| Liga de Fútbol Gobernador Rivera    | San Juan Nepomuceno     | Caazapá          |
| Liga Deportiva María Auxiliadora    | María Auxiliadora       | Itapúa           |
| Liga Encarnacena de Fútbol          | Encarnación             | Itapúa           |
| Liga Pilarense de Fútbol Ñeembucu   | Pilar                   | Ñeembucú         |
| Liga Regional de Fútbol Paraguarí   | Paraguarí               | Paraguarí        |
| Liga Iteña de Deportes              | Itá                     | Central          |
| Liga Deportiva Paranaense           | Ciudad del Este         | Alto Paraná      |
| Liga Juandemenina de Deportes       | Juan de Mena            | Cordillera       |
| Liga General Aquino de Fútbol       | General Elizardo Aquino | San Pedro        |
| Liga Guaireña de Fútbol             | Villarrica              | Guairá           |

## Primera fase
Las 24 ligas fueron divididas en 6 grupos de 4 equipos. Esta fase se disputó por puntos a través de encuentros de una sola ronda, donde los dos mejores equipos ubicados de cada grupo, clasificaron a la segunda fase.
- Fecha 1: 11 de diciembre
- Fecha 2: 18 de diciembre
- Fecha 3: 23-25 de diciembre
- Fecha extra: 27 de diciembre

Actualizados a la 3ª fecha
|  | Clasificados a la 2ª fase. |

### Grupo 1
| Equipo               | Pts | PJ | PG | PE | PP | GF | GC | DG |
| -------------------- | --- | -- | -- | -- | -- | -- | -- | -- |
| Concepcionera        | 6   | 2  | 2  | 0  | 0  | 5  | 1  | 4  |
| Defensores del Chaco | 4   | 2  | 1  | 1  | 0  | 5  | 3  | 2  |
| Villahayense         | 1   | 2  | 0  | 1  | 1  | 3  | 5  | -2 |
| Carmelo Peralta      | 0   | 2  | 0  | 0  | 2  | 1  | 5  | -4 |

| Fecha 1 | Carmelo Peralta      | 1 -2  | Concepcionera        |
| Fecha 1 | Villahayense         | 1 - 3 | Defensores del Chaco |
| Fecha 2 | Concepcionera        | 3 - 0 | Carmelo Peralta      |
| Fecha 2 | Defensores del Chaco | 2 - 2 | Villahayense         |

- En este grupo no hubo fecha 3, porque ya se tenían a los dos clasificados anticipados.

### Grupo 2
| Equipo          | Pts | PJ | PG | PE | PP | GF | GC | DG  |
| --------------- | --- | -- | -- | -- | -- | -- | -- | --- |
| Caacupeña       | 7   | 3  | 2  | 1  | 0  | 7  | 0  | 7   |
| Ypacaraí        | 5   | 3  | 1  | 2  | 0  | 5  | 1  | 4   |
| Tobateña        | 4   | 3  | 1  | 1  | 1  | 1  | 2  | -1  |
| Agricola Ybycuí | 0   | 3  | 0  | 0  | 3  | 1  | 11 | -10 |

| Fecha 1 | Caacupeña  | 2 - 0 | Tobateña   |
| Fecha 1 | Ag. Ybycuí | 1 - 5 | Ypacaraí   |
| Fecha 2 | Ypacaraí   | 0 - 0 | Caacupeña  |
| Fecha 2 | Tobateña   | 1 - 0 | Ag. Ybycuí |
| Fecha 3 | Caacupeña  | 5 - 0 | Ag. Ybycuí |
| Fecha 3 | Tobateña   | 0 - 0 | Ypacaraí   |

### Grupo 3
| Equipo           | Pts | PJ | PG | PE | PP | GF | GC | DG |
| ---------------- | --- | -- | -- | -- | -- | -- | -- | -- |
| Santarroseña     | 6   | 3  | 2  | 0  | 1  | 6  | 1  | 5  |
| Yasy Cañy        | 4   | 3  | 1  | 1  | 1  | 4  | 5  | -1 |
| Capiibary        | 4   | 3  | 1  | 1  | 1  | 3  | 3  | 0  |
| Liga del Amambay | 3   | 3  | 1  | 0  | 2  | 2  | 6  | -4 |

| Fecha 1                        | Amambay      | 1 - 0 | Capiibary    |
| Fecha 1                        | Santarroseña | 2 - 0 | Yasy Cañy    |
| Fecha 2                        | Capiibary    | 1 - 0 | Santarroseña |
| Fecha 2                        | Yasy Cañy    | 2 - 1 | Amambay      |
| Fecha 3                        | Capiibary    | 2 - 2 | Yasy Cañy    |
| Fecha 3                        | Santarroseña | 4 - 0 | Amambay      |
| Fecha extra (por el 2º puesto) | Capiibary    | vs.   | Yasy Cañy    |

### Grupo 4
| Equipo         | Pts | PJ | PG | PE | PP | GF | GC | DG |
| -------------- | --- | -- | -- | -- | -- | -- | -- | -- |
| Ovetense       | 7   | 3  | 2  | 1  | 0  | 7  | 5  | 2  |
| Guaireña       | 6   | 3  | 2  | 0  | 1  | 7  | 5  | 2  |
| Juandemenina   | 4   | 3  | 1  | 1  | 1  | 5  | 6  | -1 |
| General Aquino | 0   | 3  | 0  | 0  | 3  | 3  | 6  | -3 |

| Fecha 1 | Juandemenina | 2 - 2 | Ovetense     |
| Fecha 1 | Gral. Aquino | 1 - 2 | Guaireña     |
| Fecha 2 | Guaireña     | 3 - 1 | Juandemenina |
| Fecha 2 | Oventense    | 2 - 1 | Gral. Aquino |
| Fecha 3 | Juandemenina | 2 - 1 | Gral. Aquino |
| Fecha 3 | Ovetense     | 3 - 2 | Guaireña     |

### Grupo 5
| Equipo            | Pts | PJ | PG | PE | PP | GF | GC | DG |
| ----------------- | --- | -- | -- | -- | -- | -- | -- | -- |
| Paranaense        | 5   | 3  | 1  | 2  | 0  | 5  | 4  | 1  |
| Misionera del Sur | 4   | 3  | 1  | 1  | 1  | 3  | 3  | 0  |
| Gobernador Rivera | 4   | 3  | 1  | 1  | 1  | 5  | 4  | 1  |
| María Auxiliadora | 3   | 3  | 1  | 0  | 2  | 4  | 6  | -2 |

| Fecha 1                        | M. Auxiliadora    | 2 - 1 | Misionera del Sur |
| Fecha 1                        | Paranaense        | 2 - 2 | Gob. Rivera       |
| Fecha 2                        | Misionera del Sur | 1 - 1 | Paranaense        |
| Fecha 2                        | Gob. Rivera       | 3 - 1 | M. Auxiliadora    |
| Fecha 3                        | Misionera del Sur | 1 - 0 | Gob. Rivera       |
| Fecha 3                        | Paranaense        | 2 - 1 | M. Auxiliadora    |
| Fecha extra (por el 2º puesto) | Gob. Rivera       | vs.   | M. del Sur        |

### Grupo 6
| Equipo      | Pts | PJ | PG | PE | PP | GF | GC | DG |
| ----------- | --- | -- | -- | -- | -- | -- | -- | -- |
| Encarnacena | 9   | 3  | 3  | 0  | 0  | 6  | 2  | 4  |
| Pilarense   | 6   | 3  | 2  | 0  | 1  | 5  | 4  | 1  |
| Paraguarí   | 1   | 3  | 0  | 1  | 2  | 3  | 5  | -2 |
| Liga Iteña  | 1   | 3  | 0  | 1  | 2  | 4  | 7  | -3 |

| Fecha 1 | Paraguarí   | 1 - 1 | Iteña       |
| Fecha 1 | Encarnacena | 1 - 0 | Pilarense   |
| Fecha 2 | Pilarense   | 2 - 1 | Paraguarí   |
| Fecha 2 | Iteña       | 1 - 3 | Encarnacena |
| Fecha 3 | Encarnacena | 2 - 1 | Paraguarí   |
| Fecha 3 | Iteña       | 2 - 3 | Pilarense   |

## Segunda fase
Las 12 ligas que clasificaron a esta fase están divididas en 3 grupos de 4 ligas. En esta etapa clasificarán a los cuartos de final los 2 mejores ubicados en cada serie y los 2 mejores terceros. Fuente
- Fecha 1: 30 de diciembre
- Fecha 2: 8 de enero
- Fecha 3: 11 de enero
- Fecha extra: 13 de enero

Actualizados a fecha extra
|  | Clasificados a cuartos de final. |

### Serie A
| Equipo               | Pts | PJ | Dif. gol |
| -------------------- | --- | -- | -------- |
| Concepcionera        | 7   | 3  | 3        |
| Ovetense             | 6   | 3  | 4        |
| Santarroseña         | 4   | 3  | 2        |
| Defensores del Chaco | 0   | 3  | -9       |

| Fecha 1 | Def. del Chaco | 1 - 6 | Santarroseña   |
| Fecha 1 | Concepcionera  | 2 - 1 | Ovetense       |
| Fecha 2 | Santarroseña   | 1 - 1 | Concepcionera  |
| Fecha 2 | Ovetense       | 4 - 2 | Def. del Chaco |
| Fecha 3 | Concepcionera  | 2 - 0 | Def. del Chaco |
| Fecha 3 | Ovetense       | 3 - 0 | Santarroseña   |

### Serie B
| Equipo            | Pts | PJ | Dif. gol |
| ----------------- | --- | -- | -------- |
| Caacupeña         | 6   | 3  | 1        |
| Encarnacena       | 6   | 3  | 1        |
| Misionera del Sur | 3   | 3  | -2       |
| Pilarense         | 3   | 3  | 0        |

| Fecha 1                       | Caacupeña   | 3 - 2         | Encarnacena |
| Fecha 1                       | M. del Sur  | 2 - 1         | Pilarense   |
| Fecha 2                       | Encarnacena | 2 - 1         | M. del Sur  |
| Fecha 2                       | Pilarense   | 3 - 1         | Caacupeña   |
| Fecha 3                       | Encarnacena | 1 - 0         | Pilarense   |
| Fecha 3                       | M. del Sur  | 1 - 3         | Caacupeña   |
| Fecha extra (por el 3º lugar) | M. del Sur  | 3 (4) - 3 (3) | Pilarense   |

### Serie C
| Equipo     | Pts | PJ | Dif. gol |
| ---------- | --- | -- | -------- |
| Paranaense | 7   | 3  | 2        |
| Yasy Cañy  | 5   | 3  | 2        |
| Guaireña   | 2   | 3  | -1       |
| Ypacaraí   | 1   | 3  | -3       |

| Fecha 1 | Yasy Cañy  | 1 - 1 | Paranaense |
| Fecha 1 | Ypacaraí   | 2 - 2 | Guaireña   |
| Fecha 2 | Paranaense | 1 - 0 | Ypacaraí   |
| Fecha 2 | Guaireña   | 2 - 2 | Yasy Cañy  |
| Fecha 3 | Paranaense | 3 - 2 | Guaireña   |
| Fecha 3 | Ypacaraí   | 1 - 3 | Yasy Cañy  |

### Mejores terceros
Los dos mejores terceros de las series clasificaron a los cuartos de final.
| Equipo            | Pts | Dif. gol |
| ----------------- | --- | -------- |
| Santarroseña      | 4   | -2       |
| Misionera del Sur | 3   | -1       |
| Guaireña          | 2   | -1       |

## Fase final (4º de final, semis y la final)
|  | Cuartos de final                     | Cuartos de final                     | Cuartos de final                     |       |           | Semifinales | Semifinales | Semifinales |  |  | Final       | Final       | Final       |
|  | Ida: 15 de enero Vuelta: 22 de enero | Ida: 15 de enero Vuelta: 22 de enero | Ida: 15 de enero Vuelta: 22 de enero |       |           | 25 de enero | 25 de enero | 25 de enero |  |  | 29 de enero | 29 de enero | 29 de enero |
|  |                                      |                                      |                                      |       |           |             |             |             |  |  |             |             |             |
|  | Caacupeña                            | 0                                    | 5                                    |       |           |             |             |             |  |  |             |             |             |
|  | Santarroseña                         | 0                                    | 3                                    |       |           |             |             |             |  |  |             |             |             |
|  | Santarroseña                         | 0                                    | 3                                    |       | Caacupeña | 0           |             |             |  |  |             |             |             |
|  |                                      |                                      |                                      |       | Caacupeña | 0           |             |             |  |  |             |             |             |
|  |                                      | Paranaense                           | 1                                    |       |           |             |             |             |  |  |             |             |             |
|  | Encarnacena                          | Paranaense                           | 1                                    | 3     | 1 (3)     |             |             |             |  |  |             |             |             |
|  | Encarnacena                          |                                      |                                      | 3     | 1 (3)     |             |             |             |  |  |             |             |             |
|  | Paranaense                           | 1                                    | 3 (5)                                |       |           |             |             |             |  |  |             |             |             |
|  |                                      |                                      |                                      |       |           |             |             |             |  |  | Paranaense  | 1 (4)       |             |
|  |                                      |                                      | Ovetense                             | 1 (3) |           |             |             |             |  |  |             |             |             |
|  | Misionera del Sur                    | 1                                    | 1                                    |       |           |             |             |             |  |  |             |             |             |
|  | Ovetense                             | 1                                    | 6                                    |       |           |             |             |             |  |  |             |             |             |
|  | Ovetense                             | 1                                    | 6                                    |       | Ovetense  | 3           |             |             |  |  |             |             |             |
|  |                                      |                                      |                                      |       | Ovetense  | 3           |             |             |  |  |             |             |             |
|  |                                      | Yasy Cañy                            | 0                                    |       |           |             |             |             |  |  |             |             |             |
|  | Concepcionera                        | Yasy Cañy                            | 0                                    | 1     | 1         |             |             |             |  |  |             |             |             |
|  | Concepcionera                        |                                      |                                      | 1     | 1         |             |             |             |  |  |             |             |             |
|  | Yasy Cañy                            | 1                                    | 2                                    |       |           |             |             |             |  |  |             |             |             |

- El equipo de arriba de cada llave es el que ejerce la localía en el partido de ida

| Campeón Liga Deportiva Paranaense 4º título |

## Transmisión Televisiva
Las Finales fueron transmitidas por LaTele y Paravisión en TV Abierta y en TV por Cable y Satelital con los partidos principales transmitidos en vivo y en exclusiva por Tigo Sports (Canales 20 y 100) y DirecTV Sports (Canal 630).